# Cyphoniscellus herzegowinensis
Cyphoniscellus herzegowinensis är en kräftdjursart som först beskrevs av Karl Wilhelm Verhoeff 1901.  Cyphoniscellus herzegowinensis ingår i släktet Cyphoniscellus och familjen Trichoniscidae. Inga underarter finns listade i Catalogue of Life.